# Spotřebitel

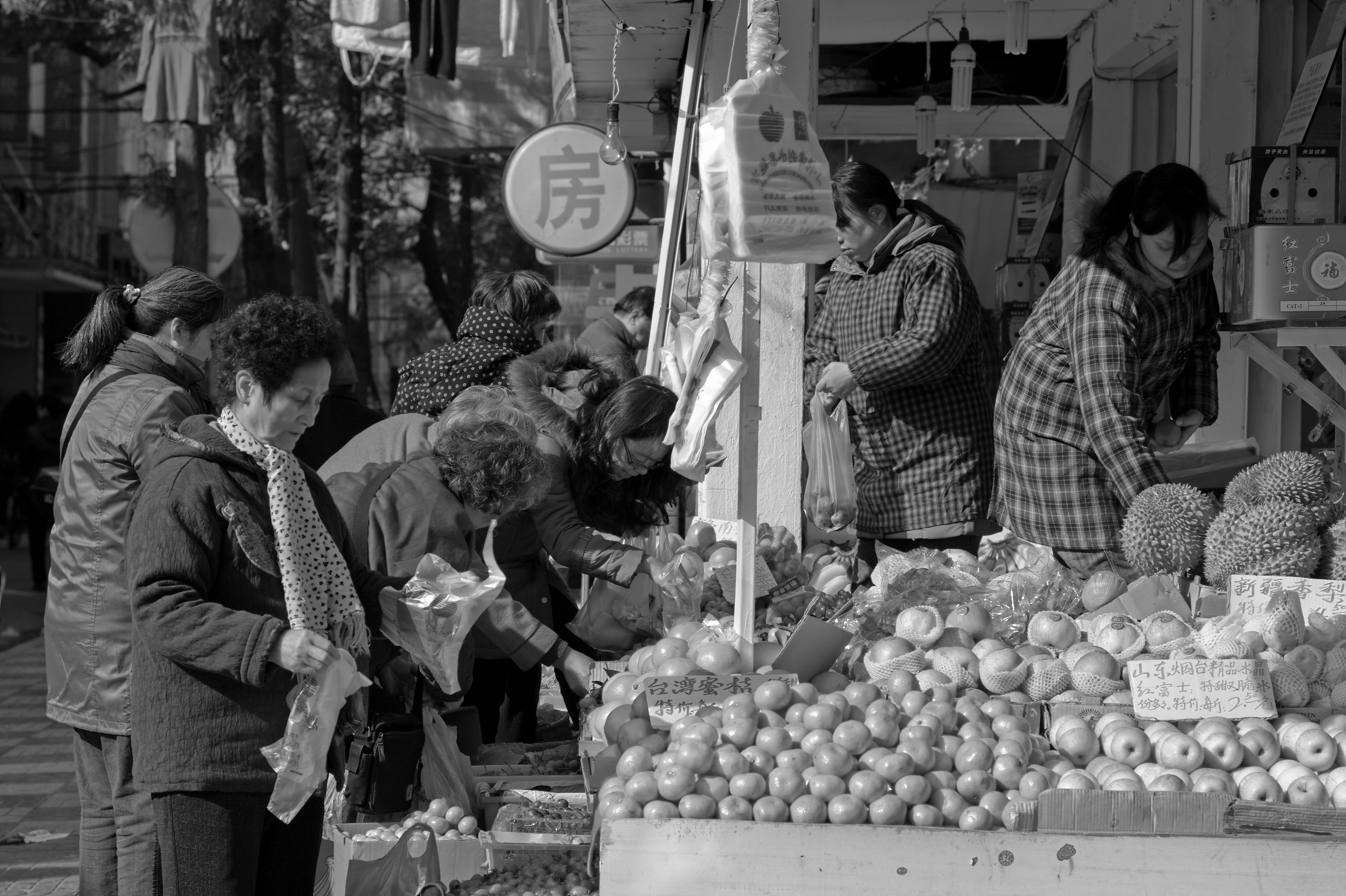
Lidé nakupující ovoce.(Nanking, Čína)

Spotřebitel je poslední v řetězci odběratelů, fyzická osoba, která zboží nebo služby spotřebovává a neprodává dál.

## Spotřebitel v českém občanském zákoníku
Pojem spotřebitele je významný pro vymezení jeho ochrany, jejímž cílem je vyvážit jeho slabší postavení oproti druhé smluvní straně v rámci smluvních závazkových vztahů. Nový občanský zákoník, který nabyl účinnosti 1. ledna 2014, definici spotřebitele sjednotil. Nyní spotřebitelem může být pouze člověk – fyzická osoba. Občanský zákoník (zákon č. 40/1964 Sb.) ve znění účinném do 31. července 2010 nepřímo zahrnoval v definici spotřebitele i osobu právnickou. Toto široké pojetí spotřebitele nebylo v souladu s judikaturou Evropského soudního dvora, proto byla definice upravena tak, aby odpovídala současným evropským normám.
Pojem spotřebitele upravuje § 419 občanského zákoníku: „Spotřebitel je každý člověk, který mimo rámec své podnikatelské činnosti nebo mimo rámec samostatného výkonu svého povolání uzavírá smlouvu s podnikatelem nebo s ním jinak jedná.“
Párovým pojmem pojmu spotřebitele je tedy podnikatel, který byl upraven v § 420 občanského zákoníku. Nový občanský zákoník se odklání od původního pojmu dodavatel a přiklání se k širšímu pojmu podnikatel. Za podnikatele se považuje každý, kdo samostatně vykonává na vlastní účet a odpovědnost výdělečnou činnost živnostenským nebo obdobným způsobem se záměrem činit tak soustavně za účelem dosažení zisku. Z hlediska ochrany spotřebitele se za podnikatele považuje i ten, kdo se spotřebitelem jedná jménem, nebo na účet podnikatele.

## Spotřebitel a slabší strana
Nový občanský zákoník přichází i s konceptem slabší strany, který má širší vymezení než pojem spotřebitele. Pro slabší stranu není důležité, zda je či není podnikatelem. Není ani významné, zda je či není podnikatelem druhá strana. Kdo je tedy slabší stranou, je nutné posuzovat na základě okolností konkrétního smluvního vztahu.
Nejčastěji je slabší stranou nepodnikatel ve vztahu k podnikateli, a proto lze v občanském zákoníku nalézt vyvratitelnou domněnku, že slabší stranou je vždy spotřebitel: „Má se za to, že slabší stranou je vždy osoba, která vůči podnikateli v hospodářském styku vystupuje mimo souvislost s vlastním podnikáním.“
Je-li tedy někdo spotřebitel, pak nemusí dokazovat, že je skutečně slabší stranou a automaticky se za ni považuje. Opak, tedy že slabší stranou není, by musel prokazovat podnikatel. Dále platí, že pokud někdo není spotřebitelem a chce se dovolávat ochrany slabší strany, pak musí dokázat, že slabší stranou je.
Občanský zákoník zahrnuje zvláštní pravidla na ochranu slabší strany. Této ochrany se tedy může domáhat i ten, kdo spotřebitelem není, prokáže-li, že je slabší stranou. Pro případy, v rámci kterých hrozí riziko zneužití postavení silnější strany, slouží v občanském zákoníku především tato ustanovení:
- § 433, který zakazuje zneužití hospodářského postavení podnikatele vůči osobě, která jedná mimo souvislost s vlastním podnikáním.
- § 1810 a násl. upravující ochranu spotřebitele.
- § 1798 a násl. regulující postavení stran smluv uzavíraných adhezním způsobem.
- § 1793–1797 o neúměrném zkrácení a lichvě.

## Ochrana spotřebitele – legislativní zakotvení
Ochrana spotřebitele vychází z předpokladu, že spotřebitel zpravidla vystupuje jako neprofesionál, je hospodářsky a informačně slabší stranou než podnikatel – odborník a tudíž je vůči němu v nevýhodě. Předpokládá se, že podnikatel má více profesionálních zkušeností, lepší znalost práva či dostupnost právních služeb a může si jednostranně stanovovat smluvní podmínky.
Ustanovení týkající se spotřebitelského práva s širším dopadem lze nalézt zejména v občanském zákoníku a zákoně o ochraně spotřebitele, ale i dalších právních předpisech.

### Občanský zákoník
Ochraně spotřebitele se věnují zejména ustanovení v § 1810 a násl. zákona č. 89/2012 Sb., občanský zákoník, které regulují pravidla při uzavírání smluv mezi podnikatelem a spotřebitelem, jejich náležitosti a obsah. Mezi významná ustanovení patří:
- § 1811: Podnikatel je povinen poskytnout spotřebiteli před uzavřením smlouvy dostatek důležitých informací, které jsou formulovány jasně, srozumitelně a v jazyce, ve kterém se smlouva uzavírá.
- § 1812 odst. 1: V případě více možných výkladů spotřebitelské smlouvy je nutné použít ten výklad, který je pro spotřebitele nejpříznivější.
- § 1812 odst. 2: K ujednáním odchylujícím se od ustanovení zákona stanovených k ochraně spotřebitele se nepřihlíží.
- § 1813–1815: Zakázána jsou ujednání, která jsou nepřiměřená a zakládají významnou nerovnováhu práv nebo povinností v neprospěch spotřebitele (z tohoto zákazu jsou vyňata ujednání o ceně nebo předmětu plnění, pokud jsou poskytnuty jasným a srozumitelným způsobem). K těmto nepřiměřeným ujednáním se nepřihlíží (jsou nicotné), pokud se jich spotřebitel nedovolá.
- § 1820–1867 upravuje smlouvy uzavírané pomocí prostředků komunikace na dálku a smlouvy uzavírané mimo obchodní prostory.
- § 1838 a 1851 obsahuje pravidla o neobjednaném plnění.

### Zákon o ochraně spotřebitele
Zákon č. 634/1992 Sb., o ochraně spotřebitele, stanoví různorodé povinnosti při prodeji výrobků, z nichž lze jako příklad uvést požadavek poctivosti prodeje, zákaz nekalých obchodních praktik, zákaz diskriminace spotřebitele, informační povinnosti ohledně vlastností a způsobu použití výrobků, řádná informace o uplatňování reklamace spotřebitelem a formálně správný průběh reklamačního řízení. Novela č. 378/2015 Sb., kterou se změnil zákon č. 634/1992 Sb., vytvořila nově systém mimosoudního řešení spotřebitelských sporů.

### Další relevantní předpisy
- Zákon č. 145/2010 Sb., o spotřebitelském úvěru
- Zákon č. 102/2001 Sb., o obecné bezpečnosti výrobků
- Zákon č. 526/1990 Sb., o cenách
- Zákon č. 455/1991 Sb., o živnostenském podnikání

## Spotřebitelské smlouvy
Spotřebitelskými smlouvami jsou všechny takové, ve kterých na jedné straně vystupuje spotřebitel a na druhé straně podnikatel. Spotřebitelskou smlouvou může být smlouva o úvěru, smlouva kupní, smlouva nájemní aj. Nejde tedy o zvláštní smluvní typ, charakterizovaný svým předmětem, ale o určení takové smlouvy prostřednictvím smluvních stran, přičemž slabší z nich (spotřebiteli) se poskytuje zvláštní zákonná ochrana. To je zdůvodněno mj. i tím, že spotřebitelské smlouvy bývají často smlouvami adhezními, ve kterých si spotřebitelé reálně nemohou dohodnout jiné podmínky.

### Výklad spotřebitelských smluv
Pokud lze obsah smlouvy vyložit více různými způsoby, použije se vždy výklad pro spotřebitele příznivější (zvláštní pravidlo contra proferentem), přičemž dvojí výklad nemá vliv na platnost smlouvy, ale vztahuje se pouze ke sporným ujednáním.

### Spotřebitelské smlouvy uzavírané mimo obchodní prostory
Spotřebitelskou smlouvou uzavřenou mimo obchodní prostor je:
- Smlouva sjednaná mimo prostor obvyklý pro podnikatelovo podnikání (např. na ulici, u vstupních dveří do domu).
- Smlouva uzavíraná v prostoru obvyklém pro podnikatelovo podnikání, pokud k jejímu uzavření došlo bezprostředně poté, co podnikatel oslovil spotřebitele mimo tyto prostory.
- Smlouva uzavíraná během zájezdu organizovaného podnikatelem za účelem propagace a prodeje zboží či poskytování služeb.

### Spotřebitelské smlouvy uzavírané na dálku
Spotřebitelské smlouvy uzavírané na dálku (smlouvy distanční) jsou takové smlouvy, u kterých podnikatel při jejich sjednávání používá výhradně prostředky komunikace na dálku, tj. komunikační prostředky, které umožňují uzavřít smlouvu bez fyzické přítomnosti obou stran. Za takové prostředky na dálku může být považován telefon, adresovaný i neadresovaný tisk, elektronická pošta, televize (teleshopping), internet (zejména v případě e-shopů).

### Odstoupení od spotřebitelské smlouvy uzavírané na dálku a mimo obchodní prostory
Spotřebitel může odstoupit od smluv uzavřených na dálku i mimo obchodní prostory ve lhůtě 14 dnů, a to i bez uvedení důvodu. Tato lhůta začíná běžet ode dne uzavření smlouvy nebo:
- u kupní smlouvy, ode dne převzetí zboží,
- u smlouvy, jejímž předmětem je několik druhů zboží nebo dodání několika částí, ode dne převzetí poslední dodávky zboží,
- u smlouvy, jejímž předmětem je pravidelná opakovaná dodávka zboží, ode dne převzetí první dodávky zboží.

Podnikatel má povinnost poučit spotřebitele o právu od smlouvy odstoupit. Pokud tak neučiní, prodlužuje se lhůta pro odstoupení o rok, tzn. 1 rok a 14 dní. Podnikatel tuto svou povinnost spotřebitele poučit může splnit dodatečně. V takovém případě následující den poté začíná běžet čtrnáctidenní lhůta.
V souvislosti s odstoupením je spotřebitel povinen do 14 dnů od odstoupení vrátit podnikateli zboží, které obdržel. Podnikatel je povinen po obdržení odstoupení od smlouvy bez zbytečného odkladu, nejpozději do 14 dnů vrátit všechny od spotřebitele přijaté peněžní prostředky, včetně nákladů na dodání. Podnikatel není povinen vrátit spotřebiteli přijaté finanční prostředky dříve, než mu spotřebitel zboží předá nebo prokáže, že zboží odeslal.

## Spotřebitelské spory
Spotřebitelské spory mohou být řešeny soudně nebo mimosoudní cestou. Před účinností zákona 378/2015 Sb., který změnil zákon č. 634/1992 Sb., o ochraně spotřebitele existoval pro spotřebitele pouze postup soudní cestou. Ta ale byla z pohledu spotřebitele zdlouhavá, finančně nákladná a stresující. V důsledku toho spotřebitelé své právní nároky často neuplatňovali.
Zavedení mimosoudního řešení sporů mezi spotřebiteli a podnikateli představuje nový systémový prvek. Mimosoudní řešení sporů nabývá povahy správního řízení (u sektorově specializovaných subjektů) a tzv. konciliace, kde jsou strany vedeny k urovnání sporu nezávislým prostředníkem. Návrh na zahájení řízení může spotřebitel podat nejpozději do 1 roku od chvíle, kdy uplatnil svůj nárok u podnikatele poprvé.
Všechny subjekty mimosoudního řešení spotřebitelských sporů musí být napojeny na evropskou on–line platformu pro řešení spotřebitelských sporů.

## Organizace zabývající se ochranou spotřebitele
- Česká obchodní inspekce
- Sdružení obrany spotřebitelů ČR
- DTest
- Český telekomunikační úřad
- Energetický regulační úřad
- Evropské spotřebitelské centrum